# 教育関係職員
教育関係職員（きょういくかんけいしょくいん）とは、教育に関係する職務を行う職員のことである。

## 概要
教育関係職員の語は、教員のみを指す言葉ではない。一般的には、次の者が教育職員に該当する場合が多い。
- 教育施設の関係者
  - 学校関係者（学校職員、教職員など）
  - 図書館関係者（図書館員、司書など）
  - 博物館関係者（博物館員、学芸員など）
  - 公民館関係者（公民館員、公民館主事など）
- 教育委員会の事務局に置かれている専門的職員および一般的職員

## 法令等に定められている用語

### 教育職員
教育職員免許法
教育職員免許法の制定当初は、教育職員の範囲について次の通り定められていた。この法律で「教育職員」とは、学校教育法（昭和22年法律第26号）第1条に定める小学校、中学校、高等学校、盲学校、ろう学校、養護学校及び幼稚園（以下学校という。）の教諭、助教諭、養護教諭、養護助教諭及び講師（以下教員という。）並びにこれらの学校の校長（幼稚園の園長を含む。以下同じ。）、教育委員会の教育長及び指導主事をいう。（教育職員免許法第2条第1項）
1954年に校長（園長）、教育長、指導主事が削除され、教育職員免許法上では、教員のみに限定されることになった。なお、1998年には中等教育学校の教員が、2004年には栄養教諭が、2016年には義務教育学校の教員がそれぞれ追加された。また、2007年には盲学校・ろう学校・養護学校が特別支援学校に変更された。現在の条文は次の通りである。この法律で「教育職員」とは、学校教育法（昭和22年法律第26号）第1条に定める小学校、中学校、義務教育学校、高等学校、中等教育学校、特別支援学校及び幼稚園（以下学校という。）の教諭、助教諭、養護教諭、養護助教諭、栄養教諭及び講師（以下教員という。）をいう。（教育職員免許法第2条第1項）
義務教育諸学校における教育の政治的中立の確保に関する臨時措置法
この法律において「教育職員」とは、校長若しくは教頭（中等教育学校の前期課程又は盲学校、聾学校若しくは養護学校の小学部若しくは中学部にあつては、当該課程の属する中等教育学校又は当該部の属する盲学校、聾学校若しくは養護学校の校長又は教頭とする。）又は教諭、助教諭若しくは講師をいう。（義務教育諸学校における教育の政治的中立の確保に関する臨時措置法第2条）
地方自治法・地方自治法施行令における教育職員
地方公共団体職員の退職者に対する退職年金・退職一時金の在職期間の通算に関して教育職員の規定がある。（地方自治法第252条の18、地方自治法第174条の50）

### 教職員
女子教職員の出産に際しての補助教職員の確保に関する法律
この法律においての「教職員」とは、校長（園長を含む。以下同じ。）、教頭、教諭、養護教諭、栄養教諭、助教諭、養護助教諭、講師（常時勤務の者及び地方公務員法（昭和25年法律第261号）第28条の5第1項に規定する短時間勤務の職を占める者に限る。）、実習助手、寄宿舎指導員、学校栄養職員（学校給食法（昭和29年法律第160号）第5条の3に規定する職員のうち栄養教諭以外の者をいう。以下同じ。）及び事務職員をいう。